# 허규 (연출가)
허규(許圭, 1934- )는 연출가이다. 경기도 고양 태생이다. 서울대 농과대학 임학과를 졸업했다. 1960년에 극단 '실험극장'의 제1회 공연인 이오네스코 작 <수업>의 연출에서부터 시작, <시나리오>(1962), <위대한 실종> <안티고네>(1963), <리어왕>(1964), <청혼소동> <햇빛 밝은 아침> <안도라>(1965), <해뜨는 섬> <무익조(無翼鳥)>(1966), <돈키호테>(1967), <사할린스크의 하늘과 땅>(1968), <피가로의 결혼> <유다여 닭이 울기 전에>(1969) 등과 '제작극회' 공연인 <껍질이 깨지는 아픔 없이는>(1961), '국립극단'의 <순교자>(1964)와 <손달씨의 하루>(1970) 외 수십 편의 단막극 연출을 하였다. 사실주의 연극으로부터 새로운 연극 양식을 구축하고자 모든 실험적 요소를 점검하면서 착실하고 밀도있게 연출하고 있는 연출가의 한 사람이다. 현재는 그간의 ＫＢＳ, ＴＢＣ, ＭＢＣ ＴＶ극 제작·연출에서 은퇴, '허규연극연구실' 겸 '새문화 스튜디오'를 열어 후진 양성과 연기의 체계화를 위한 작업을 하고 있으며 북촌창우극장 대표로 있다.